# Collaroy
Collaroy è un sobborgo a nord di Sydney, nello stato del Nuovo Galles del Sud, Australia. Collaroy si trova a 22km a nord -est dal quartiere affari di Sydney, nell'area di governo locale del Consiglio delle Spiagge Settentrionali. Fa parte della regione delle Spiagge settentrionali.

## Storia
Quest'area in origine faceva parte di Narrabeen ma fu rinominata dopo che la nave SS Collaroy s'incagliò sulla spiaggia nel 1881..
La maggior parte dello sviluppo di Collaroy ebbe seguito nel XX secolo.
L'ufficio postale di Collaroy Beach aprì il 12 febbraio 1923. L'ufficio postale Collaroy Plateau aprì il primo Aprile 1949 e chiuse nel 1988. L'ufficio postale di Collaroy Plateau West aprì l'1 Novembre 1967 e fu rinomianto Collaroy Plateau nel 1996..
La spiaggia e le residenze vicino alla spiagge della strada di Pittwater Road sono state colpite all'inizio di giugno 2016
Una serie di case perse il giardino sul retro e sono state lasciate con pericolo di crollo.

## Infrastrutture e trasporti
Il trasporto pubblico di Collaroy è composto da autobus della State Transit Authority e che collega il paese con il centro di Sydney e Manly a sud, nei sobborghi di Narrabeen a Palm Beach a nord.